# Выстрел (фильм, 2017)
«Выстрел» (англ. Shot) — американская независимая драма режиссёра Джереми Кагана, основанная на написанном им рассказе. В главных ролях Ноа Уайли, Шарон Лил и Хорхе Лендеборг мл. Фильм вышел в США 22 сентября 2017 года.

## Сюжет
Фильм рассказывает о звукооператоре Марке Ньюмане. Сейчас он о чём-то спорит со своей женой Фиби. Один момент, и вот Марк падает на тротуар, словив случайную пулю из пистолета подростка Мигеля. В режиме реального времени зрители будут испытывать последствия этого события: наблюдать за шоком, болью, гневом, страхом, печалью Марка и его желанием отомстить.

## В ролях
| Актёр                   | Роль            |
| ----------------------- | --------------- |
| Ноа Уайли               | Марк Ньюман     |
| Шарон Лил               | Фиби            |
| Хорхе Лендеборг мл.     | Мигель          |
| Ксандер Беркли          | доктор Робертс  |
| Элэйн Хендрикс          | медсестра Марси |
| Малькольм-Джамал Уорнер | доктор Джонс    |
| Марио Ороско            | доктор Гарсиа   |

## История создания

### Производство
6 ноября 2014 года стало известно, что Ноа Уайли сыграет в грядущем проекте режиссёра Джереми Кагана по его оригинальной истории. Режиссёр рассказал об идее фильма: «Я хотел снять фильм, в котором мы будем глубоко вовлечены в то, что происходит, когда кого-то застрелили. <…> Речь идет не о „пушках“, а о жизни, о здравом смысле и безопасности оружия, о предотвращении ошеломляющей гибели людей».
Для проката в США фильм был приобретён компанией Paladin. Её президент Марк Урман высказался о фильме: «„Выстрел“ имеет дело с неотложной социальной проблемой насилия с применением оружия, но делает это поразительным и оригинальным способом. Что делает его особенно эффективным, так это то, что он лишен полемики и риторики. Благодаря действию и характеру, зритель втягивается в ситуацию, которая держит в эмоциональном напряжении. Любой, кто обеспокоен отсутствием разумного контроля над оружием в нашем обществе, захочет увидеть этот фильм и рассказать о нём другим».

### Маркетинг
Первый трейлер к фильму вышел 2 августа 2017 года.

## Критика
Фильм «Выстрел» получил смешанные отзывы критиков. На сайте Rotten Tomatoes рейтинг составляет 56 %, основываясь на 16 рецензиях со средним баллом 6,5 из 10. На сайте Metacritic фильм имеет оценку 52 из 100 на основе 6 рецензий критиков.